# Fernando Machado Soares
Fernando Machado Soares (São Roque do Pico, 3 de Setembro de 1930 – Almada, 7 de dezembro de 2014) foi um poeta, cantor, intérprete e compositor no âmbito da Canção de Coimbra, jurista e juiz jubilado, mais conhecido pela sua Balada da Despedida do 6.º ano Médico (1958), intitulada "Coimbra tem mais encanto".

## Biografia
Nasceu em São Roque do Pico, Ilha do Pico, Açores, sendo descendente do último Capitão-Mor das Lajes do Pico. 
Licenciou-se na Faculdade de Direito da Universidade de Coimbra, nos anos 50. 
Participou no filme Rapsódia Portuguesa.
Após ter concluído o curso superior, suspendeu durante alguns anos a sua actividade artística. Porém, acompanhou o Orfeão Académico de Coimbra aos Estados Unidos (1962), onde cantou com êxito em Nova York (Lincoln Center), Boston, Chicago e Atlanta. Participou ainda num programa televisivo da NBC. 
Autor de diversos temas célebres, entre eles a "Balada da Despedida do 6º Ano Médico" (1958); co-autoria de Francisco Bandeira Mateus.
Fernando Machado Soares, que foi juiz-conselheiro do Supremo Tribunal de Justiça, recebeu em 2006 o Prémio Tributo Amália Rodrigues “pela excelência da carreira artística e dedicação aos outros”.
Morreu aos 84 anos em Almada, cidade onde se realizou o funeral.

## Discografia

### Álbuns
- The Fado Of Coimbra, 1994
- O Melhor De 2 - Fernando Machado Soares / Luís Goes, 2001
- Fernando Machado Soares, 2006